# Bakary Sako
Bakary Sako, född 26 april 1988 i Ivry-sur-Seine, är en fransk-malisk fotbollsspelare (yttermittfältare).

## Karriär
Den 24 september 2010 i en match mot Rennes stod Sako för ett spektakulärt mål då han slog en skruvad hörna direkt i mål.
Den 2 oktober 2018 värvades Sako av West Bromwich Albion. Den 27 januari 2019 återvände Sako till Crystal Palace, där han skrev på ett korttidskontrakt till slutet av säsongen 2018/2019. I slutet av juni 2019 lämnade Sako klubben i samband med att hans kontrakt gick ut.
I september 2019 gick Sako till cypriotiska Pafos. Den 30 december 2021 blev Sako klar för en återkomst till Saint-Étienne, där han skrev på ett halvårskontrakt. Den 30 september 2022 gick Sako till grekiska Levadiakos.